# Gorō Yamaguchi
Gorō Yamaguchi (山口 五郎) (26 de febrero de 1933-3 de enero de 1999) fue un músico japonés de flauta de bambú vertical o shakuhachi, conocido por su musicalidad y técnica impecables. Se desempeñaba como solista y con acompañamiento. Lideró la escuela Chikumeisha de shakuhachi y se volvió mundialmente famoso como maestro e intérprete de este instrumento. Entre 1967 y 1968, fue nombrado Artista en Residencia en la Universidad de Wesleyan en Middleton, Connecticut.
La NASA incluyó un honkyoku del LP grabado en la Universidad de Wesleyan, "Tsuru No Sugomori" (Nido de Grullas) en el Disco de oro de las Voyager, que fue enviado al espacio. En 1992, el gobierno japonés lo designó Tesoro Nacional Viviente.

## Grabaciones destacadas
- Shakuhachi no Shinzui: Shakuhachi Honkyoku (Alma de Shakuhachi: Shakuhachi Honkyoku).  Interpretación solista del honkyoku completo de la escuela de Kinko: 38 composiciones en 12 CDs. Caja con libreto de 44 páginas.  Japan Victor VZCG-8066-8077.
- Shakuhachi no Shinzui: Sankyoku Gassô (Alma of Shakuhachi: Trío).  Interpretaciones con voz, koto, y shamisen. Cuatro CDs en caja con libreto de 44 páginas. Japan Victor VZCG-8078-81.

## Enlace de audio
- Brief excerpt from "Nesting of Cranes" perf. by Yamaguchi

## Obits
- Appreciation by Christopher Yohmei Blasdel
- Appreciation by Monty Levenson